# Dołno Prachowo
Dołno Prachowo (bułg. Долно Прахово) – wieś w Bułgarii, w obwodzie Kyrdżali, w gminie Ardino. Według danych szacunkowych Ujednoliconego Systemu Ewidencji Ludności oraz Usług Administracyjnych dla Ludności, 15 czerwca 2020 roku miejscowość liczyła 184 mieszkańców.

## Historia
Wieś znalazła się na terytorium Bułgarii w 1912 roku pod turecką nazwą Toz-ezir. Nazwa Została przemianowana na Dołno Prachowo rozporządzeniem ministerialnym nr 3225, ogłoszonym 21 września 1934 r.